# Obermörmter
Obermörmter – najbardziej wysunięta na północ dzielnica miasta Xanten i tworzy z Vynen i dalszym otoczeniem gminę Vynen/Obermörmter. Obermörmter znajduje się bezpośrednio nad łukiem Renu, który skręca w kierunku Rees. Wioska położona jest około 9 km na północny zachód od centrum Xanten, w bezpośrednim sąsiedztwie obszaru dyrektywy siedliskowej.

## Historia
Obermörmter, to stara wioska rybacka, której historia była już udokumentowana od ponad 2000 lat. W średniowieczu stał w Obermörmter zamek Rönne, w dzielnicy Rönne, który zamieszkiwali zakwaterowali wasale hrabiego Gerarda I z Geldrii. Przypuszczalnie istniał też bród przez Ren. W 1331 wieś została sprzedana biskupowi z Utrecht. Później hrabiom Kleve, a w 1652 elektorowi Marchii Brandenburskiej. Ruiny zamku Rönne zatonęły na początku XVII wieku w Renie, który również zalał części wsi z powodu przesiedlenia koryta rzeki.
Obecnie znajduje się tu sześć kempingów i kościół Świętego Piotra, liczy około 400 mieszkańców. Hodowla bydła mlecznego, hodowla trzody chlewnej i turystyka kempingowa są głównymi źródłami dochodów.

## Polityka

### Herb
Blazonowanie: W kolorze złotym (żółty) czerwony klucz z brodą tuż powyżej, z przodu i za każdym z nich czarna sześcioramienna gwiazda, nad nią w głównej tarczy czarny czteroząbkowy kołnierzyk turniejowy; w oddzielonej falistą niebieską linią znak stopy i srebrny (biały) łosoś.
Znaczenie: Kolory złoty (żółty) i czarny przypominają przynależność do hrabstwa Moers. Blanki kołnierza turniejowego przypominają zamek Rönne. Dwie gwiazdy symbolizują dawną pozycję Obermörmter po obu stronach Renu. Klucz oznacza świętego patrona, Świętego Piotra i łosoś przypomina wędkarstwo nad Renem w wiosce znanej jako wioska rybacka.

## Zabytki
- Kościół Świętego Piotra,

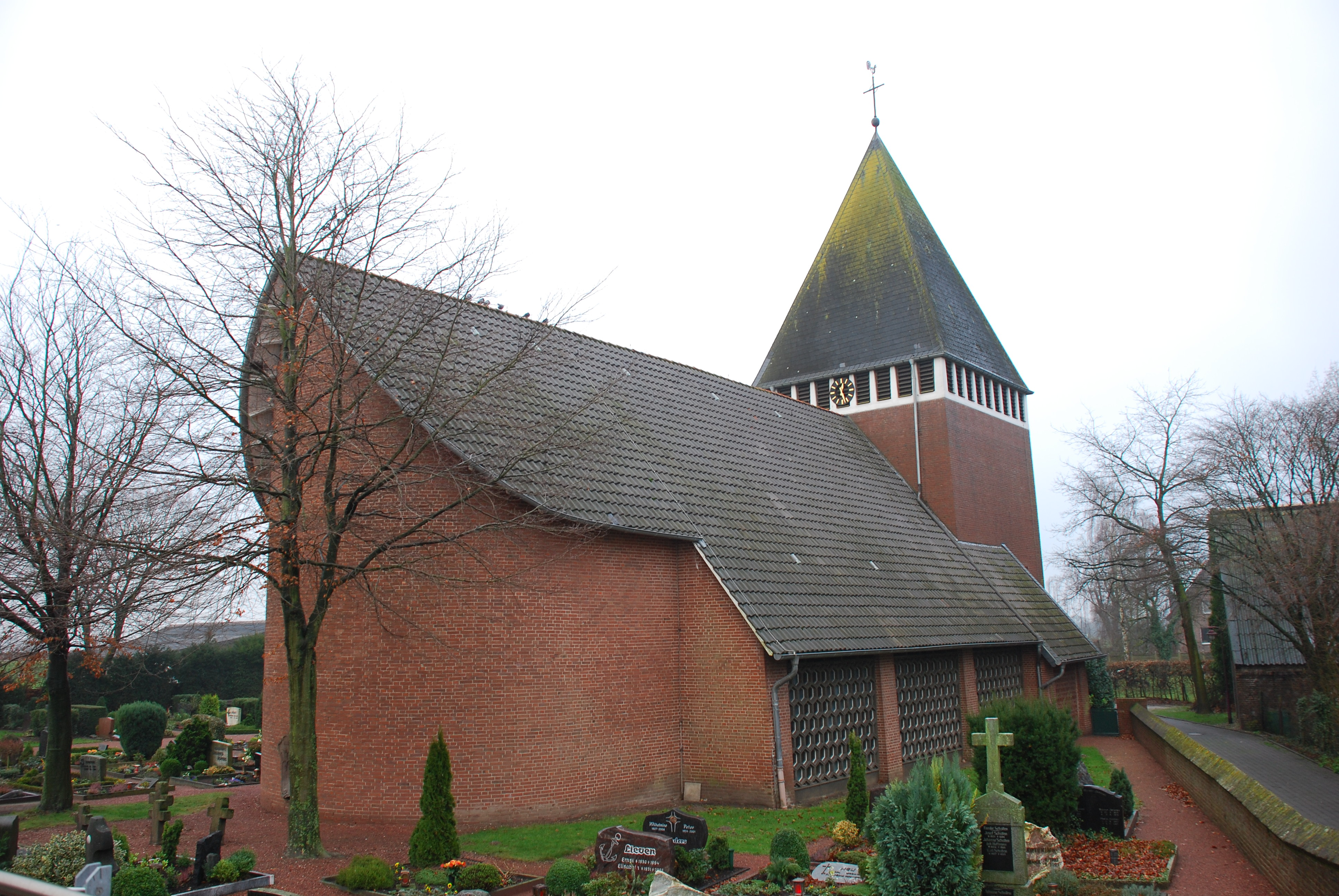
Kościół Świętego Piotra w Obermörmter

- Obermörmter jest małą wioską dla poszukiwaczy odpoczynku ze względu na jej długie połączenie z Renem. Jest to również punkt wyjścia do jazdy na rowerze w okolicznych miastach; Kalkar, Zamek Moyland, Xanten i Park Archeologiczny Xanten, które są oddalone o kilka kilometrów.